# Werner Thärichen
Werner Thärichen (né le 4 février 1921 à Neuhardenberg en Brandebourg; mort le 24 avril 2008 à Berlin) était un timbalier et compositeur allemand.

## Biographie
Il a étudié la composition, la direction orchestrale et le piano à Berlin. Il est devenu timbalier de l'opéra d'État de Hambourg et au Staatsoper Unter den Linden.
De 1948 à 1984, il a été le timbalier principal de l'orchestre philharmonique de Berlin sous la direction de Wilhelm Furtwängler et Herbert von Karajan. Il fut pendant cette période le délégué des musiciens de l'orchestre et joua donc un rôle important dans la vie de l'orchestre de Berlin.
Il a composé plus de 70 œuvres. Certaines de ses compositions symphoniques ont été jouées par Sergiu Celibidache, Eugen Jochum ou Herbert von Karajan. Sa composition la plus connue est le Konzert für Pauken und Orchester, (concert pour timbales et orchestres) op. 34 composée en 1954. Il a été professeur à l'Université des arts de Berlin.
Il a écrit plusieurs livres dont Furtwängler ou Karajan qui a été traduit en français et qui retrace l'histoire de l'orchestre philharmonique de Berlin sur quarante ans.

## Ouvrages
Werner Thärichen (trad. de l'allemand, préf. Rémy Louis), Furtwängler ou Karajan, Arles, B. Coutaz, coll. « Collection Musique », 1990, 159 p. (ISBN 2-87712-043-0)